# یواس‌ان‌اس میشن د پالا (تی-ای‌او-۱۱۴)
یواس‌ان‌اس میشن د پالا (تی-ای‌او-۱۱۴) (به انگلیسی: USNS Mission De Pala (T-AO-114)) یک کشتی بود که طول آن ۵۲۴ فوت (۱۶۰ متر) بود. این کشتی در سال ۱۹۴۳ ساخته شد.